# Solcy
Solcy – miasto w Rosji, w obwodzie nowogrodzkim, 78 km na południowy zachód od Nowogrodu Wielkiego. W 2008 liczyło 10 625 mieszkańców.

## Przynależność państwowa
- 1390-1392 - Republika Nowogrodzka (lenno Korony Królestwa Polskiego)
- 1392-1407 - Republika Nowogrodzka
- 1407-1412 - Republika Nowogrodzka (lenno Korony Królestwa Polskiego)
- 1412-1478 - Republika Nowogrodzka
- 1478-1480 - Wielkie Księstwo Moskiewskie (lenno Złotej Ordy)
- 1480-1547 - Wielkie Księstwo Moskiewskie
- 1547-1721 -  Carstwo Rosyjskie
- 1721-1917 -  Imperium Rosyjskie
- 1917 -  Republika Rosyjska
- 1917-1922 -  Rosyjska FSRR
- 1922-1991 -  ZSRR
- od 1991 -  Federacja Rosyjska